# Gemini (Portugese band)
Gemini was een Portugese band uit de jaren 1970.
De leden waren Fatima Padinha, Teresa Miguel, Tozé Brito en Mike Sergeant.
In 1977 namen ze deel aan de Portugese voorselectie voor het Eurovisiesongfestival met het lied Portugal no coração. Het lied won, maar elk lied werd door twee uitvoerders gebracht en het publiek verkoos de groep Os Amigos boven Gemini, dat zesde werd in de eindstand .
Een jaar later won de groep wel de voorselectie met het lied Dai li dou . Dat lied behaalde bij de songfestivalfinale in Parijs de zeventiende plaats op twintig deelnemende landen.
Tozé Brito zou solo nog meedoen aan de Portugese selectie en de twee dames zouden in de groep Doce in 1982 nog eens op het songfestival staan. Mike Sergeant was nog bij het songfestival betrokken als arrangeur van de Portugese bijdrages van 1980 ("Um grande, grande amor" van José Cid), 1983 ("Esta balada que te dou" van Armando Gama) en 1998 ("Se eu te pudesse abraçar" van Alma Lusa). Bij de twee laatstgenoemde liedjes stond het orkest ook onder leiding van Sergeant.